# Mj Rodriguez
Michaela Antonia Jaé Rodriguez (Newark, Nueva Jersey; 7 de enero de 1991), más conocida como MJ Rodriguez, es una cantante y actriz estadounidense.
Rodriguez es conocida por su papel como Blanca Rodriguez-Evangelista en el drama de televisión Pose, donde se encuentra entre el elenco más grande de actrices transgénero en un papel principal. También es conocida por su actuación como Angel en el revival de 2011 de Rent, por el que ganó el Premio Clive Barnes.

## Biografía
Mj Rodriguez nació el 7 de enero de 1991 en Newark (Nueva Jersey) De padre puertorriqueño y madre afroamericana. Comenzó su formación como actriz a los 11 años después de que su madre la inscribiera en el Centro de Artes Escénicas de Nueva Jersey, donde se convirtió en una veterana y participó en su programa de teatro juvenil de Nueva Jersey.
Mientras ella había "orado para volverse mujer" a los 7 años, Rodriguez estuvo en negación por muchos años, saliendo del armario como "bisexual/gay" a la edad de 14 años. En esos años, Rodriguez se involucró en la cultura ball donde encontró el apoyo del padre de su house, quien le enseñó a realizar el vogue. Se graduó de Newark Arts High School, y más tarde asistió a Berklee College of Music, donde en 2009 obtuvo una beca Star-Ledger y recibió un premio de becas de primer nivel de Young Arts. Tomó el nombre artístico "MJ" Rodriguez en honor al personaje Mary Jane Watson de Marvel Comics.

## Carrera artística
Mientras asistía a la universidad, Rodriguez fue seleccionada para la producción teatral de Rent en el papel de Angel Dumott Schunard, un personaje que ella quería interpretar desde la primera vez que vio la adaptación cinematográfica de 2005. Mientras actuaba, tomó contacto con la actriz Fredi Walker-Browne, la Joanne Jefferson original de Broadway, que había asistido a una de las presentaciones. Walker-Browne pidió a MJ que leyera el guion para el papel de Angel y la ayudó a realizar una audición para una producción de Rent fuera de Broadway. Rodriguez fue elegida para el papel, actuando junto al entonces actor de teatro Annaleigh Ashford, quien interpretó el papel de Maureen. La actuación de Rodriquez le valió el Premio Clive Barnes 2011, creado en honor del escritor y crítico inglés Clive Barnes.
Fue en esta época que Rodriguez comenzó a explorar el proceso de transición. Al finalizar la temporada con Rent, Rodriguez tomó la decisión de pausar su carrera artística e iniciar su transición. Comenzó la terapia de reemplazo hormonal a principios de 2016. Más tarde reapareció, contactando a su representante para informarle que ya no estaba audicionando para papeles masculinos. A pesar de sus preocupaciones, Rodriguez encontró que su representante apoyaba plenamente su identidad de género.
Entre 2012 y 2016, Rodriguez apareció en pequeños papeles televisivos, en programas como Nurse Jackie, Los diarios de Carrie y Luke Cage Su aparición en 2016 en el papel de "Sister Boy" en Luke Cage también marcó la primera aparición de una actriz transgénero y un personaje transgénero en el universo cinematográfico de Marvel.
Después de su reaparición, Rodriguez subió un vídeo suyo en Facebook cantando "Satisfied" del musical de Broadway Hamilton. El vídeo recibió respuestas positivas y le valió una invitación de los directores de casting de Tesley + Company para una audición para el papel de Peggy Schuyler/Maria Reynolds en dicho musical. La noticia de su audición como actriz trans para un papel cisgénero hizo que apareciese en varios medios de prensa de Broadway y LGBT. Ha participado en varias producciones teatrales, incluyendo la producción de 2016 de Runaways, el estreno fuera de Broadway de 2016 de Street Children de Pia Skala-Zankel en el New Ohio Theatre, la producción de Trans Scripts: Part 1, The Women de 2017 del American Repertory Theatre, y el estreno mundial del musical synth-pop Burn All Night en el Oberon en el American Repertory Theatre en Cambridge en 2017.
Rodriguez también consiguió el papel de Ebony en la película independiente de 2017 Saturday Church. El drama se estrenó en enero de 2018 y mostraba a un adolescente fugitivo explorando su identidad de género e involucrándose en la escena contemporánea de la cultura ball. Su interpretación de Ebony le valió una nominación a la Mejor actriz en el Festival de Cine de Tribeca de 2017.
En 2017, Rodriguez fue seleccionada para el papel principal de Blanca Rodriguez-Evangelista en la serie de FX Pose después de una búsqueda de casting de seis meses. El drama fue creado por Ryan Murphy, Brad Falchuk y Steven Canals, e hizo historia al elegir a cinco actrices principales transgénero en papeles regulares, el elenco más grande de actores transgénero regulares en una serie. El piloto de Pose entró en producción en noviembre de 2017, y se estrenó en junio de 2018 con críticas positivas. La serie, ambientada en la ciudad de Nueva York de la década de 1980, explora las vidas de las personas negras homosexuales, específicamente las mujeres trans negras, en la escena underground de la cultura ball. Rodriguez interpreta a Blanca, una joven que forma su propia house - House of Evangelista - después de recibir un diagnóstico positivo de VIH, y se convierte en madre sustituta de varios jóvenes negros LGBT abandonados. Descrita como un papel destacado, su actuación ha sido alabada por la crítica.

## Filmografía

### Películas
| Año  | Título                           | Papel           | Notas        |
| ---- | -------------------------------- | --------------- | ------------ |
| 2017 | Saturday Church                  | Ebony           |              |
| 2017 | Bun in the Oven                  | Bertha          | Cortometraje |
| 2018 | Gema                             | Gema            | Cortometraje |
| 2018 | The Big Take                     | Robyn           |              |
| 2021 | Tick, Tick... Boom!              | Carolyn         |              |
| 2023 | Transformers: Rise of the Beasts | Nightbird (voz) |              |

### Televisión
| Año           | Título                          | Papel                        | Notas                       |
| ------------- | ------------------------------- | ---------------------------- | --------------------------- |
| 2012          | Nurse Jackie                    | Lonna                        | Episodio: "No-Kimono-Zona"  |
| 2013          | Los diarios de Carrie           | Fabulous Clubgoer #2         | Episodio: "Read Before Use" |
| 2016          | [Blank] My Life                 | Kerry                        | Episodio: "Mr. Owl"         |
| 2016          | Luke Cage                       | Sister Boy                   | Episodio: "Manifest"        |
| 2018–21       | Pose                            | Blanca Rodriguez-Evangelista | Protagonista, 25 episodios  |
| 2022-presente | Loot                            | Sofia Salinas                | Protagonista                |
| 2023–24       | American Horror Story: Delicate | Nicolette                    | Temporada 12                |

## Teatro
| Año(s) | Producción                       | Papel    | Ubicación                                          |
| ------ | -------------------------------- | -------- | -------------------------------------------------- |
| 2011   | Rent                             | Angel    | New World Stages                                   |
| 2016   | Runaways                         | Pixie    | Encores! Off-Center                                |
| 2016   | Street Children                  | Gina     | New Ohio Theatre                                   |
| 2017   | Trans Scripts: Part 1, The Women | Luna     | Loeb Drama Center                                  |
| 2017   | Burn All Night                   | Ensemble | Oberon at the American Repertory Theater Cambridge |

## Discografía

### Sencillos
| Año  | Tema               | Posición | Álbum |
| ---- | ------------------ | -------- | ----- |
| 2021 | «Something to Say» |          | TBA   |

### Videos musicales
| Año  | Tema               | Director(a) | Álbum |
| ---- | ------------------ | ----------- | ----- |
| 2021 | «Something to Say» | Dano Cerny  | TBA   |

## Premios y nominaciones
| Año  | Premio                           | Nominada por    | Categoría                                   | Resultado |
| ---- | -------------------------------- | --------------- | ------------------------------------------- | --------- |
| 2011 | Premio Clive Barnes              | Rent            | -                                           | Ganadora  |
| 2017 | Festival De Cine De Tribeca      | Saturday Church | Mejor actriz                                | Nominada  |
| 2020 | Premios de la Crítica Televisiva | Pose            | Mejor actriz en serie de drama              | Nominada  |
| 2021 | Premios Primetime Emmy           | Pose            | Mejor Actriz- drama                         | Nominada  |
| 2021 | Premios TCA                      | Pose            | Logro individual en un drama                | Nominada  |
| 2022 | Premios de la Crítica Televisiva | Pose            | Mejor actriz en serie de drama              | Nominada  |
| 2022 | Premios Globo de Oro             | Pose            | Mejor actriz de serie de televisión - drama | Ganadora  |
| 2022 | Premios GLAAD                    | Ella misma      | Premio Anual Stephen F. Kolzak              | Ganadora  |